# Xã Burr Oak, Quận Beadle, South Dakota
Xã Burr Oak (tiếng Anh: Burr Oak Township) là một xã thuộc quận Beadle, tiểu bang Nam Dakota, Hoa Kỳ. Năm 2010, dân số của xã này là 43 người.